# Nathalie Baye
Nathalie Baye (Mainneville, Eure, 6 de julho de 1948) é uma atriz francesa de cinema, teatro e televisão. Na primeira fase da sua carreira foi dirigida por grandes diretores como Jean-Luc Godard, François Truffaut, Marco Ferreri, Bertrand Tavernier e Bertrand Blier, entre outros.

## Filmografia
- 1972: Two People (pt: Amor sem promessa), de Robert Wise
- 1973: La nuit américaine (pt: A noite americana), de François Truffaut
- 1974: La gueule ouverte (pt: A vida íntima de um casal), de Maurice Pialat
- 1974: La gifle, de Claude Pinoteau
- 1975: Le voyage de noces, de Nadine Trintignant
- 1975: Un jour, la fête, de Pierre Sisser
- 1976: Mado (pt: Entre duas mulheres), de Claude Sautet
- 1976: La dernière femme (pt: A última mulher), de Marco Ferreri
- 1976: Le plein de super, de Alain Cavalier
- 1977: L'homme qui aimait les femmes (pt: O homem que gostava de mulheres), de François Truffaut
- 1977: Monsieur papa, de Philippe Monnier
- 1977: La communion solennelle, de René Féret
- 1978: Mon premier amour, de Elie Chouraqui
- 1978: La chambre verte (pt: O quarto verde), de François Truffaut
- 1979: La mémoire courte, de Eduardo de Gregorio
- 1979: Sauve qui peut (la vie) (pt: Salve-se quem puder), de Jean-Luc Godard
- 1980: Une semaine de vacances (pt: Uma semana de férias), de Bertrand Tavernier
- 1980: La provinciale (pt: A provinciana), de Claude Goretta
- 1980: Je vais craquer, de François Leterrier
- 1981: L'ombre rouge, de Jean-Louis Comolli
- 1981: Une étrange affaire, de Pierre Granier-Deferre
- 1981: Beau-père (pt: O padrasto), de Bertrand Blier
- 1981: Le retour de Martin Guerre, de Daniel Vigne
- 1982: La balance, de Bob Swaim
- 1982: J'ai épousé une ombre, de Robin Davis
- 1984: Notre histoire, de Bertrand Blier
- 1984: Rive droite, rive gauche, de Philippe Labro
- 1984: Détective (pt: A mafia em Paris), de Jean-Luc Godard
- 1985: Le neveu de Beethoven, de Paul Morrissey
- 1985: Lune de miel, de Patrick Jamain
- 1987: En toute innocence, de Alain Jessua
- 1987: De guerre lasse, de Robert Enrico
- 1989: Le Roi blessé de Damiano Damiani
- 1989: L'Affaire Wallraff, de Bobby Roth
- 1989: Gioco al massacro, de Damiano Damiani
- 1990: Le pinceau à lèvres, de Bruno Chiche
- 1990: La Baule-les-Pins, de Diane Kurys
- 1990: Un week-end sur deux, de Nicole Garcia
- 1991: La Voix, de Pierre Granier-Deferre
- 1992: Mensonge, de François Margolin
- 1992: Le visionarium, de Jeff Blyth
- 1992: Les contes sauvages, de Gérald Calderon
- 1994: La machine, de François Dupeyron
- 1995: La mère, de Caroline Bottaro
- 1996: Enfants de salaud, de Tonie Marshall
- 1997: Paparazzi, de Alain Berbérian
- 1998: Food of Love, de Stephen Poliakoff
- 1998: Si je t'aime, prends garde à toi, de Jeanne Labrune
- 1999: Vénus beauté (institut), de Tonie Marshall
- 1999: Une liaison pornographique, de Frédéric Fonteyne
- 2000: Ça ira mieux demain, de Jeanne Labrune
- 2000: Selon Matthieu, de Xavier Beauvois
- 2000: Barnie et ses petites contrariétés, de Bruno Chiche
- 2000: Absolument fabuleux, de Gabriel Aghion
- 2002: Catch Me if You Can, de Steven Spielberg
- 2002: La fleur du mal, de Claude Chabrol
- 2002: France Boutique, de Tonie Marshall
- 2002: Les sentiments, de Noémie Lvovsky
- 2003: Une vie à t'attendre, de Thierry Klifa
- 2004: 36, avenue des acacias, de Martial Fougeron
- 2005: L'un reste, l'autre part, de Claude Berri
- 2005: Le Petit Lieutenant, de Xavier Beauvois
- 2006: La Californie, de Jacques Fieschi
- 2006: Ne le dis à personne, de Guillaume Canet
- 2007: Michou d'Auber, de Thomas Gilou
- 2007: Mon fils a moi, de Martial Fougeron
- 2007: Le prix à payer, de Alexandra Leclère
- 2008: Passe-passe, de Tonie Marshall
- 2008: Les Bureaux de Dieu, de Claire Simon
- 2008: Cliente, de Josiane Balasko
- 2009: Visages, de Tsai Ming-liang
- 2012: Laurence Anyways, de Xavier Dolan

## Prémios e nomeações

### Prémio César
- 1981 Melhor Atriz Coadjuvante, Sauve qui peut (la vie)
- 1982 Melhor Atriz Coadjuvante, Une étrange affaire
- 1983 Melhor Atriz, La balance
- 2005 Melhor Atriz, Le petit lieutenant

Nomeações
- 1981 Melhor Atriz, Une semaine de vacances
- 1984 Melhor Atriz, J'ai épousé une ombre
- 1991 Melhor Atriz, Un week-end sur deux
- 2000 Melhor Atriz, Vénus beauté (institut)
- 2003 Melhor Atriz, Les sentiments

### Prémios do Cinema Europeu
Nomeações
- 2006 Melhor atriz Le petit lieutenant
- 1999 Melhor atriz Une liaison pornographique

### Festival de San Sebastian
- 2006 Melhor atriz Mon fils à moi

### Festival Internacional de Seattle
- 2000 Melhor atriz Vénus beauté (institut) e Une liaison pornographique

### Festival de Cinema de Veneza
- 1999 Melhor Atriz, Une liaison pornographique